# Abbaye de la Roë
L’abbaye de la Roë est un établissement religieux augustinien de chanoines réguliers, situé dans le sud-ouest de la Mayenne, dite Mayenne angevine en raison de sa situation géographique plaçant ce lieu dans le Haut-Anjou. L'abbaye est à 33 kilomètres de Château-Gontier et de Laval, et à environ 60 kilomètres de Rennes et d'Angers.

## Histoire
L'absence de localités de noms anciens montrerait que tout le territoire proche de la Roë est de défrichement récent. Le nom primitif de l'abbaye, Ecclesia de Bosco est ainsi expliquée au Cartulaire noir de Saint-Maurice-d'Angers : Sita est in locis palustribus atque sylvestribus unde ipsa ecclesia de Bosco nominatur, 1131-1139. Outre l'adjectif Rotensis qui est assez fréquent, on trouve aussi : Coenobium Rotanum, 1588

### Robert d'Arbrissel
Peu avant la fin du XIe siècle, Robert d'Arbrissel fait siens les principes de pauvreté prônés par Grégoire VII. Cédant à son goût pour la vie solitaire, il va vivre en ermite dans la forêt de Craon, en Anjou à proximité de la Bretagne et de son village d’origine, vers 1091.
Le 11 février 1096 (n. s.), le pape Urbain II, qui a lancé, un an auparavant, l’appel à la première croisade, était à Angers, accompagné de nombreux prélats, Hugues de Die, archevêque de Lyon ; Amat d’Oloron, archevêque de Bordeaux ; Yves de Chartres, évêque de Chartres ; Hoël, évêque du Mans, et des plus nobles seigneurs de la région. Robert d'Arbrissel se trouva à cette illustre assemblée ; il avait prêché la veille devant le pape à la consécration de l'église de Saint-Nicolas d'Angers. Geoffroy de Mayenne, évêque d'Angers, le reçut dans sa chambre avec Renaud Ier de Craon, fils de Robert le Bourguignon, seigneur de Craon, et ses fils. C'est là qu'eut lieu la concession de sept masures dans la forêt où les chanoines purent s'établir en paix.
Il s'y voit bientôt entouré d'une foule d'anachorètes attirés par la renommée de ses vertus et de la sainte austérité de sa vie. D'ermites, ils devinrent cénobites sous la direction de leur chef, qui leur donna la règle des chanoines réguliers récemment réformée et refondue par Yves de Chartres.
Sa réputation de sainteté se répand et de nombreux clercs et laïcs le rejoignent, ce qui conduit à créer des logements qui deviennent l’abbaye de la Roë. Il les partage en trois colonies, se charge d'en gouverner une, et confie les autres à Vital de Mortain et Raoul de la Futaie. À Craon il rencontre également d'autres ermites de la région comme saint Alleaume ou Bernard de Tiron.

### Fondation
Deux ans plus tard, le 25 avril 1098, le même évêque d'Angers vint consacrer à La Roë, sous le vocable de Notre-Dame et de saint Jean l'Évangéliste, le premier autel. La foule accourue pour la cérémonie était immense, tant du clergé, de la noblesse, que du peuple. Geoffroy de Mayenne, en profita avant de bénir le cimetière, pour demander au seigneur de Craon quel territoire pouvait être assigné à la nouvelle église, car les chanoines de Saint-Augustin s'adonnaient à la direction des paroisses. Le baron indiqua les limites que l'on sait. Les prêtres de la région donnèrent leur consentement et, la bénédiction faite, l'évêque leur prescrivit de visiter l'église au jour anniversaire de cette cérémonie, coutume qui s'observait encore à la Saint-Marc au XVIIe siècle.
En raison de son exiguïté, la nouvelle paroisse de la Roë ne fut imposée qu'à 3 sols de rente envers la cathédrale ; les chanoines de Saint-Nicolas de Craon eurent quelques compensations pour les dîmes qu'ils perdaient sur ce territoire. Les forestiers fieffés de la forêt renoncèrent plus difficilement à leurs droits, qu'ils prétendaient exercer sur les religieux comme sur les autres habitants de la région. C'était une corporation puissante ; Renaud de Craon ne put que les exhorter à faire œuvre pie en favorisant ses chanoines. Ils obtinrent le privilège de venir avec leurs familles et leurs serviteurs se faire héberger trois fois l'an à l'abbaye, mais en usèrent avec indiscrétion ; pendant 50 ans ce fut un conflit toujours renaissant qui s'assoupit enfin, les religieux ayant promis aux forestiers de les assister dans leurs maladies, et s'ils le désiraient, de leur donner l'habit monastique à l'article de la mort.
Avant de mourir (1101), Renaud de Craon donna encore à sa pauvre abbaye un moulin sur l'Usure (Oudon) et les quatre métairies récemment défrichées des Valayettes dont on indiqua les limites par des entailles faite à la hache sur les arbres.

### Construction
On travaillait depuis longtemps à la construction de l'église abbatiale. Enfin, de 1137 à 1139, l'archevêque de Tours, assisté des évêques de la province : Ulger d'Angers, Hamelin de Rennes, Hugues de Saint-Calais du Mans, Danoald de Saint-Malo ; des plus hauts barons : Guérin II de Craon, Guy IV de Laval, Guillaume II de la Guerche, Hamon, son frère, etc., consacra l'édifice, probablement le 9 août, car la foire instituée à cette occasion se tint depuis à pareil jour. On continua pourtant de travailler au monument, et les dons se multipliant pour qu'il fût magnifique, ad opus ecclesiae aedificandum tam magnum quam aedificari possit.
L'abbaye et la communauté formée se développent et l'abbaye devient un établissement religieux important en Mayenne.

### Histoire

#### Prieurés et paroisses
L'abbaye de la Roë était la première de l'ordre des chanoines réguliers fondée dans la province de Tours ; c'est pourquoi l'abbé y avait le titre de doyen de l'ordre. C'était aussi plus qu'un monastère. Ses chanoines allaient desservir un grand nombre de prieurés ou de paroisses.
Une soixantaine d'églises paroissiales ou de prieurés simples sont soumis à son autorité et à son patronage dans la Bretagne, l'Anjou et le Maine. L'abbaye des chanoines réguliers ainsi constituée, était, on le voit, l'établissement le plus influent du territoire mayennais. Une partie des prieurés et chapelles, trop multipliées pour constituer autant de paroisses, cessèrent successivement d'être desservis par les religieux, mais ils conservèrent assez d'églises paroissiales pour garder, au point de vue religieux, une influence considérable qui s'ajoutait à celle du monastère.
Une des assises tenues par les religieux enquêteurs sous Saint Louis, en 1247, contre les méfaits des officiers royaux, eut son siège à la Roë. En octobre 1301, Jeanne La Coquine, de Notre-Dame-d'Angers se donne à Notre-Dame de la Roë. Le 16 février 1304, à Saumur, Charles de Valois, fils du roi de France, Philippe le Hardi, comte d'Anjou signifie aux baillis d'Anjou et du Maine qu'il prend l'abbaye en sa garde. Le 10 septembre 1307, en cour de Saint-Laurent, Colin Savouré, de la Roë, se donne avec ses biens, pour estre l'arme dudit ès prières et ès oraisons que l'on fera en bonne espérance en l'abbaye de Notre-Dame de la Roue et ès priourez.. Le 29 mai 1308, Yves, évêque de Rennes, au cours de ses visites à Saint-Germain-du-Pinel, atteste que Pierre Lebigot, clerc, a donné un moulin à vent, à Arbrissel.
Le 18 décembre 1315 en cour d'Angers, Guérin d'Orvaux et Pierre, son fils aîné, de Saint-Martin-du-Bois, remettent aux religieux un homenage de fey et dous res d'aveynne et reçoivent 6 livres en échanges. En juin 1332, Philippe VI, roi de France, à l'exemple de Charles de Valois, comte d'Anjou, son père et des rois de France, prend l'abbaye en son especial garde.

#### Guerre de Cent Ans (1337-1453)
Le 27 novembre 1340, Foulques de Mathefelon, évêque d'Angers est à la Roë
La guerre de Cent Ans causa des ruines matérielles immenses mais réparables. Les religieux, qui avaient avancé une somme importante à Jean de la Neuville-Robert, prisonnier des Anglais et mis à grosse rançon, furent heureux en 1372 pour le honneur, obéissance et révérence de noble, puissant et redoubté seigneur monseigneur Bertrand Du Guesclin, connestable de France, qui de sa propre bouche, disent-ils nous en a requis affectoueusement, de recevoir le remboursement du capital de la rente de 20 pipes de vin, 40 setiers de froment, 20 livres en argent, souscrite par le noble écuyer. Ils employèrent cette somme à remette en état plusieurs anciens hébergements et lieux, terres, vignes et autres chose héritaulx, cheux en ruyne tant par les guerres que autrement.
Le 8 janvier 1377 à Paris, Charles VI prend les religieux en sa sauvegarde.
Georges-Olivier de Pannard est d'abord chanoine régulier de l'abbaye de la Roë, puis en 1439 occupe les fonctions de secrétaire du chapitre de l'abbaye.

#### LouisXI
La paix faite avec les Anglais, la guerre ne tarda pas à se renouveler entre Louis XI et François II de Bretagne, duc de Bretagne : en profitant d'une trêve jusqu'au 10 juin, Charles le Téméraire proposait secrètement à François II de Bretagne d'attaquer le royaume de France. En effet, sous prétexte d'un empoisonnement, le duc de Bretagne avait fait prisonnier le confesseur et l'écuyer de cuisine du duc de Guyenne.
Avec son armée puissante, Louis XI en conflit avec Jean II de Valois, passa par Laval; mais il ne s'y arrêta pas et il ne lui fut pas fait de réception solennelle. Le roi, en quittant Laval, se réfugia par l'abbaye de la Roë au mois de septembre 1472 pendant que son armée était devant la Guerche. Il occupa Ancenis le 7 juillet, puis le 21 juillet Pouancé à la frontière. Ensuite, le roi retourna aux Ponts-de-Cé pour contrôler le passage de la Loire. Enfin, le 15 octobre, une trêve pour un an fut conclue.

#### Guerres de religion
Pendant les guerres de religion (1562-1598), l'abbaye est ravagée par les protestants. Le mardi 7 juillet 1562, une bande de huguenots commandée par René de Scépeaux, seigneur de Gaubert, partie de Craon, tombe sur l'abbaye où il n'était resté que deux ou trois religieux, brûle les livres de chant, une partie des titres, mutile les autels, les statues, le tombeau magnifique de Guy Le Clerc, l'aumônier d'Anne de Bretagne. Apposé en 1523 conformément à ses dernières volontés dans la chapelle de la Magdeleine située dans l'église de la Roë, son tombeau  en cuivre, véritable œuvre d'art parée d'un gisant le représentant en évêque, était supporté par quatre piliers de cuivre. Les huguenots y reviennent une seconde fois à la même époque. Le 22 mai 1572, les troupes d'Henri de Montpensier et du duc de Conti, qui devaient se faire battre le lendemain à la bataille de Craon, passèrent encore à l'abbaye et firent de nouveaux pillages.

#### Décadence religieuse
La décadence religieuse et l'introduction de la commende furent de pires fléaux. Déjà en 1493, Lézin Cheminard, camérier d'Alexandre VI, avait disputé l'abbaye à Guy Le Clerc, élu par les religieux. À la mort de ce dernier en 1523, le candidat des moines, Michel Richer eut pour compétiteurs : Raoul de la Roussière, Louis de Villeblanche, Georges Macé, qui se disaient co-élus, Pierre Trepereau, Sébastien Labbé, pourvus par dévolu, affirmaient-ils, et Philippe Urault, qui postulait en abbé. L'évêque se prononça pour Trepereau et excommunia Richer, pour avoir porté un chaperon à bourrelé, comme il disoit qu'il estoit tenu. Le grand conseil (Lyon, 9 novembre 1523) cassa la décision épiscopale et fit donner des lettres de vicariat aux deux prétendants. Michel Richer fut enfin maintenu et installé, suivant l'ancien cérémonial, le 11 avril 1529, par Jean Bertrand, vicaire de l'archidiacre d'Outre-Maine (Angers), qui tenait la bride de son cheval. Mais il fut le dernier abbé régulier. Raoul de la Roussière, que les religieux élurent encore en 1533, renonça à ses droits en faveur d'Étienne Poncher, commendataire. Les religieux n'eurent plus à leur tête qu'un prieur claustral, dont l'autorité était trop précaire pour maintenir la discipline dans les temps calamiteux qui suivirent.

#### François Le Poulchre, Pierre de Ronsard

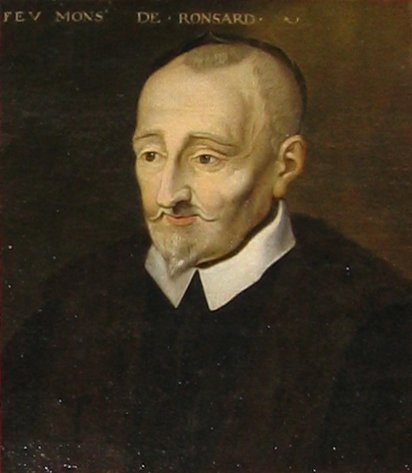
Portrait de Pierre de Ronsard.

De 1573 à 1597, les abbés furent non seulement commendataires, mais de simples prête-noms agissant sous les ordres de François Le Poulchre, seigneur de la Motte-Mesmé et de Senonnes, quand lui-même ne traitait pas directement les affaires temporelles de l'abbaye.
Pierre de Ronsard, chroniqueur et aulmonier ordinaire du roy avait une pension de mille livres sur l'abbaye de la Roë. Il jouit de sa rente sur la Roë, jusqu'à la fin de sa vie.
Le désordre et la ruine étaient grands à l'abbaye en 1571.

#### Restauration, province de Bretagne
L'abbaye fut restaurée au cours des XVIIe et XVIIIe siècles. En 1601, les prieurs de Saint-Victor et de Saint-Lazare de Paris dressèrent un plan de réforme, confirmé par un arrêt de la cour du parlement du mois de février 1602. Le nouveau règlement semble avoir été inefficace. Enfin, par concordat du 22 août 1664, homologué en parlement le 27 janvier 1665, les chanoines réformés de la Congrégation de France, au nombre de neuf, auxquels s'adjoignirent sept des anciens religieux, prirent possession de l'abbaye, qui fit partie de la province de Bretagne.

#### Un nouveau couvent

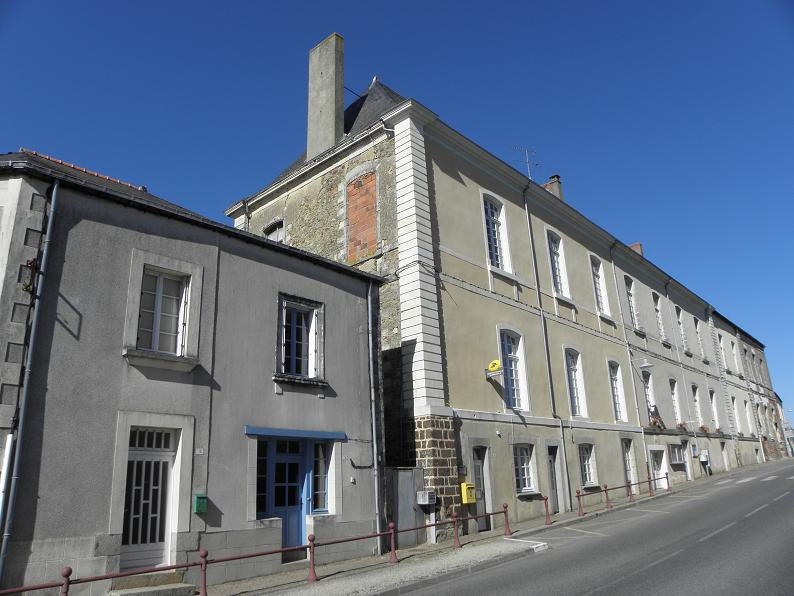
Bâtiments abbatiaux datant du XVIIIe siècle.

Cette mesure procura au monastère un regain de vie religieuse et par la bonne administration des ressources, permit, à la fin du siècle, de reconstruire sur un vaste plan tous les bâtiments claustraux. Ce qu'était l'ancien couvent, l'abbé Angot n'a pu le savoir approximativement que par une montrée qui eut lieu en 1699.
Le mardi 2 mars 1700, le R. P. Rodoyer, prieur de Toussaint, employa sa journée à dresser les plans d'un nouveau couvent. Le lendemain, les architectes, maîtres charpentiers et maçons, vinrent lui présenter leur propre travail et un dessin en élévation. La première pierre fut posée le 5 mai 1700, et le 7 décembre 1706, le prieur bénissait les 2 bâtiments du levant et du midi. On chanta un Te Deum en action de grâces de ce que tout s'était exécuté sans accidents et sans compromettre les ressources de la maison. Le corps de logis servant au début du XXe siècle de presbytère, n'était pas compris, on le voit, dans cette première partie de plan. Il ne tarda pas à être bâti dans le même style que le reste. C'est le mieux conservé. Les angles légèrement saillants sont appareillés en bossage, reliés à une forte corniche. Deux étages très hauts s'élèvent au-dessus des sous-sols, indiqués extérieurement par des bandeaux plats. Des lucarnes à fronton surbaissés éclairent les combles ; fenêtres et portes sont légèrement cintrées. On attribue ce travail à l'architecte Sébastien Simonneau qui restaurait alors le château de Serrant. Outre le presbytère et le bâtiment symétrique, ces deux gros pavillons carrés dont parle Grandet[Qui ?], qui les voyait construire, l'abbaye nouvelle comprenait 2 bâtiments qui formaient une enceinte carrée et dont l'un, celui de l'est, se reliait au transept sud de l'église ; celui-ci a été détruit en 1793. Le chœur monumental effondré en 1795 par la chute du clocher s'est ruiné peu à peu.

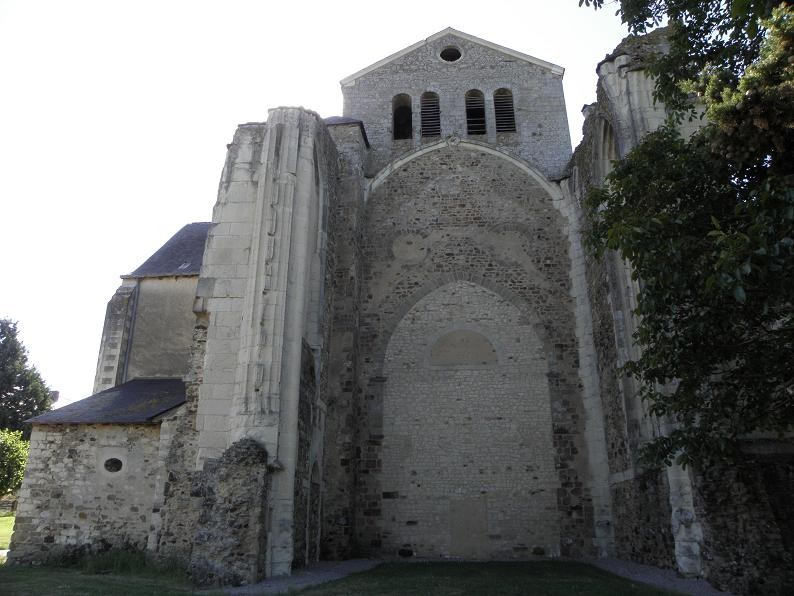
Chœur ruiné de l'abbatiale.

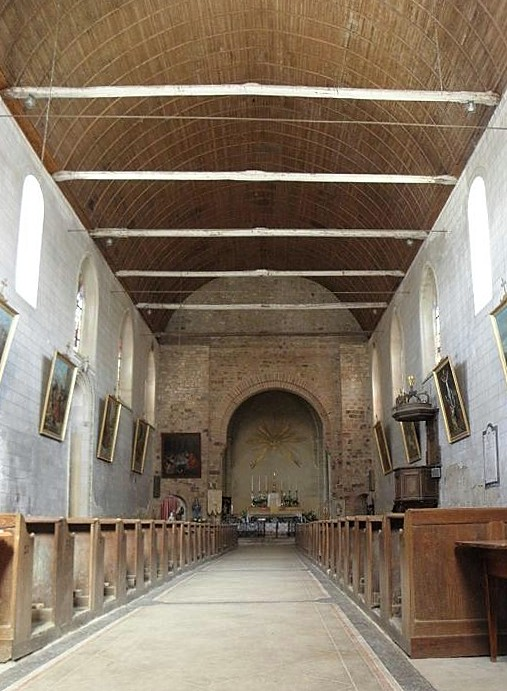
Intérieur de la nef de l'abbatiale de La Roë.

#### Révolution française
Une partie des religieux prêta serment à la Constitution civile du clergé, mais tous furent dispersés et les biens vendus. À la fin de 1791, on voulut réunir à la Roë les religieux du département qui désiraient continuer la vie commune. L'abbaye fut abandonnée pendant la Révolution française.
La bibliothèque, qu'Étienne-Louis Barré avait proposé de cataloguer gratuitement, 15 octobre 1791, le fut incomplètement par Isaac-Clair Royer, secrétaire de la municipalité, qui y mit 7 mois à partir du 1er juillet 1794, mais ne put terminer vu le grand nombre des volumes et la nécessité où il fut de se réfugier à Craon pendant l'occupation de la Roë par les Chouans, 15 mai 1795.

#### Aujourd'hui
Après le classement aux monuments historiques de l'église en 1846, et l'inscription de divers éléments des bâtiments conventuels en 1974, l'abbaye connaît un regain de vitalité, notamment grâce au développement d'associations locales. Des restaurations ont été effectuées pour conserver des parties romanes et angevines du bâtiment.
Un sentier pédestre permet de découvrir l'abbaye et les douves aux alentours.
Depuis 2007, du mois de mars au mois d'octobre, la messe y est célébrée tous les dimanches dans la liturgie traditionnelle[réf. nécessaire]. En mai 2019, plusieurs vitraux sont détruits par des jets de pierre.

## Caractéristiques
- L'abbaye de La Roë est classée monument historique ;
- Chœur gothique en ruine ;
- Façade romane en calcaire XIIe siècle ;
- Nef romane voûtée en bois XIIe siècle.

### Architecture
Il est possible encore de se rendre compte de l'œuvre architecturale de l'église abbatiale qui date du commencement du XIIe siècle. C'est une large nef lambrissée, un transept proportionné, voûté, communiquant avec la nef par une arcade romande et des passages latéraux, une tour carrée sur l'intransept. Tout cela est conservé. Le chœur primitif roman, de forme absidiale, plus étroit que la nef, a disparu ainsi qu'une des deux absidioles ouvrant dans le transept. En somme des lignes nobles et grandioses, mais aucun ornement. La façade occidentale était plus riche, avec sa porte, de larges fenêtres à voussures, ses quatre baies aveugles dans le pignon, le tout encadré de contreforts à colonnettes et moulures qui se relient aux lignes saillantes et transversales de l'édifice. Ce compartiment central est accosté de bas-côtés et, aux angles, de contreforts montants, en trois ressauts, jusqu'à la naissance du pignon, et relies à ceux du milieu par une large baie aveugle, symétrique à la fenêtre centrale. Au début du XXe siècle, cette façade avait reçu quelques restaurations que l'abbé Angot aurait voulu plus discrètes. L'église romane fut profondément modifiée à la fin du XVe siècle. Les fenêtres romanes du côté Sud de la nef firent place à des fenêtres plus larges, en arc brisé, à meneaux et tympans de style flamboyant. On démolit le chœur primitif, on en suréleva l'arcade et l'on construisit sur des vastes proportions un chœur à pan coupés largement éclairé par des fenêtres à meneaux et moulures prismatiques. L'œuvre était disparate mais monumentale. Il n'en reste malheureusement plus que des vestiges. L'auteur de ces innovations fit ouvrir aussi dans le mur septentrional de la nef une brèche remplie par un petit édicule aux fines nervures, ajouré de lancettes étroites et effilées. Les armes de Guy Le Clerc sont à la clef de voûte, mais on ne sait trop à quel usage était destinée cette miniature d'abside, découverte, restaurée et complétée en 1873. Un projet de restauration de l'abbatiale a été dressé au début du XXe siècle par Georges Honoré Darcy.

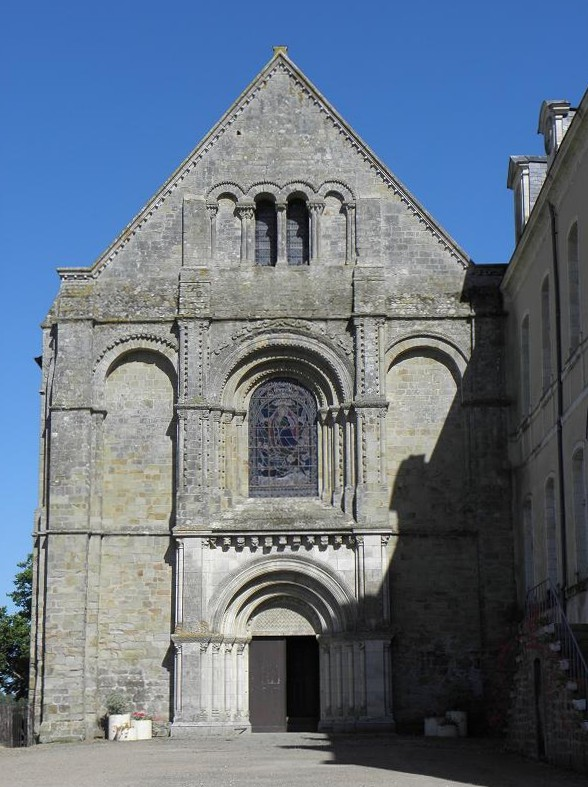
Façade occidentale de l'abbatiale.
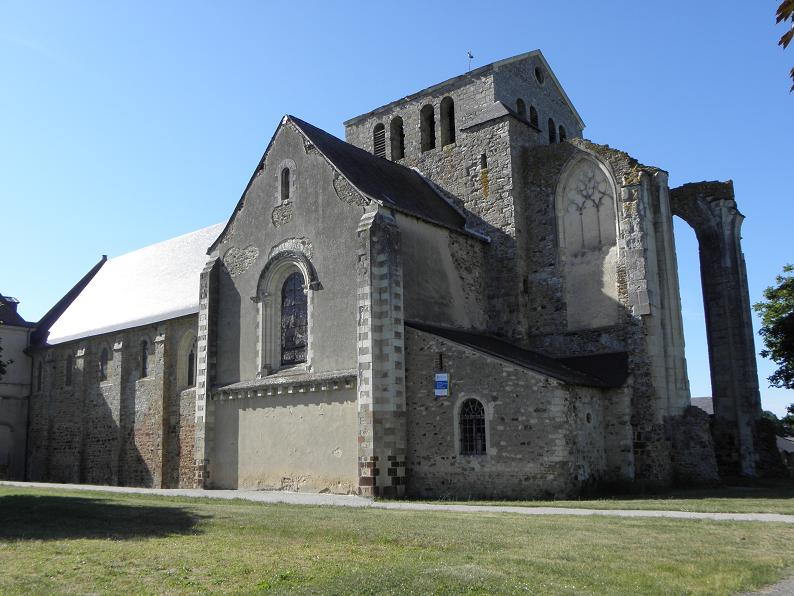
Chevet de l'abbatiale.
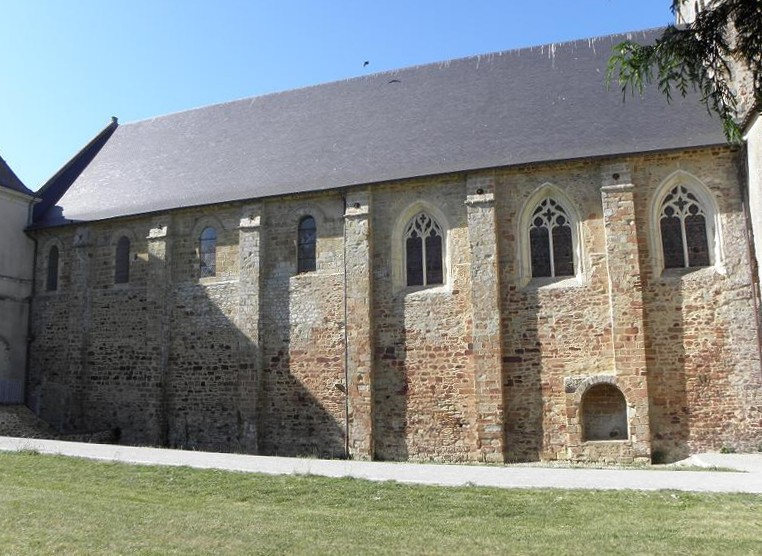
Flanc sud de l'abbatiale et armoirium du cloître.
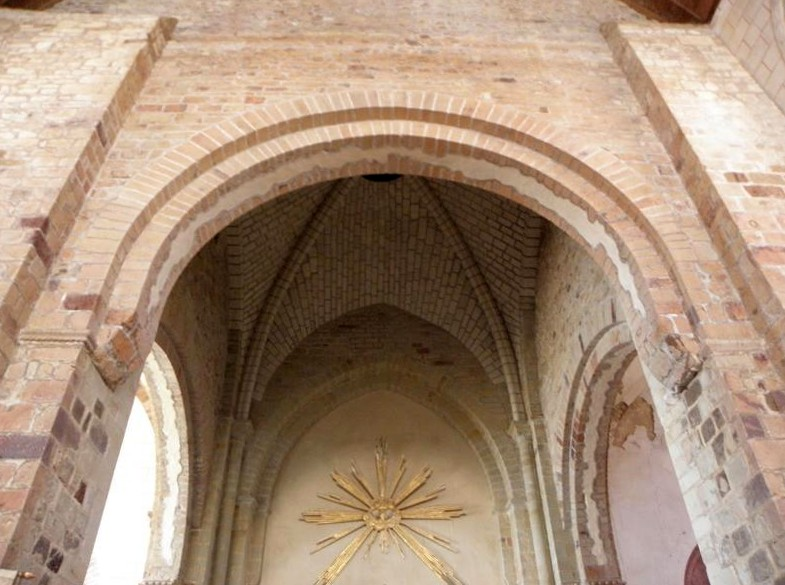
Transept de l'abbatiale.
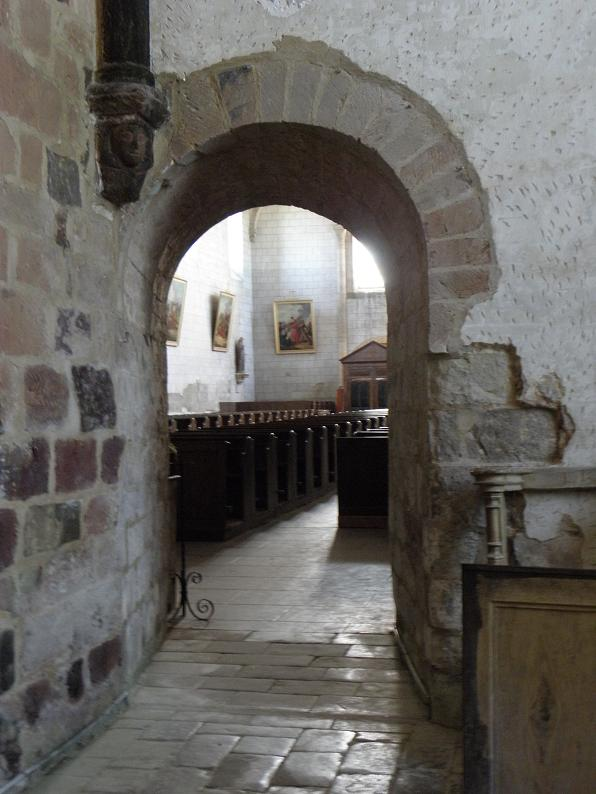
Passage berrichon venant du transept nord.

### Mobilier
L'ameublement et la décoration de l'église comprenait avant la Révolution française les autels ou chapelles : de saint Lambert et de saint Gauthier, cités dans la bulle de Lucius III ; de sainte Anne, enrichi d'indulgences par Urbain VIII ; de saint Gilles, où se desservait la chapelle de Bossart, fondée en 1338 par Michel Fétis ; de saint Jean-Baptiste, où le prieur Guillaume Le Normand fonda en 1458 la chapelle Saint-Eutrope. Les vitraux du chœur gothique se voyaient encore au XVIIe siècle, « chef-d'œuvre de l'art pour les connaisseurs », écrit Grandet[Qui ?], « en sorte qu'il n'y a rien de si beau en France. Soixante-dix chaises (stalles) bien travaillées », continue le même auteur, « attestaient que la communauté avait été fort nombreuse. Un reliquaire magnifique, mais privé de ses reliques par les huguenots, était à gauche de l'autel ».
Actuellement on peut admirer dans l'abbatiale
- une chaire du XVIIIe siècle, classée,
- le maître-autel, en marbre,
- une Vierge à l'Enfant, en bois du XVIIIe siècle,
- un tableau représentant Marie-Madeleine essuyant les pieds du Christ de ses cheveux chez Simon le pharisien.

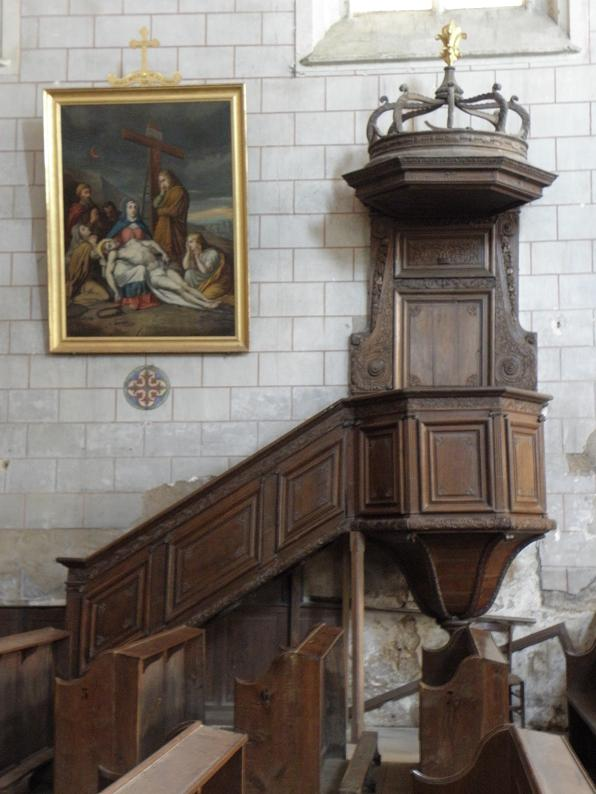
Chaire à prêcher du XVIIIe.
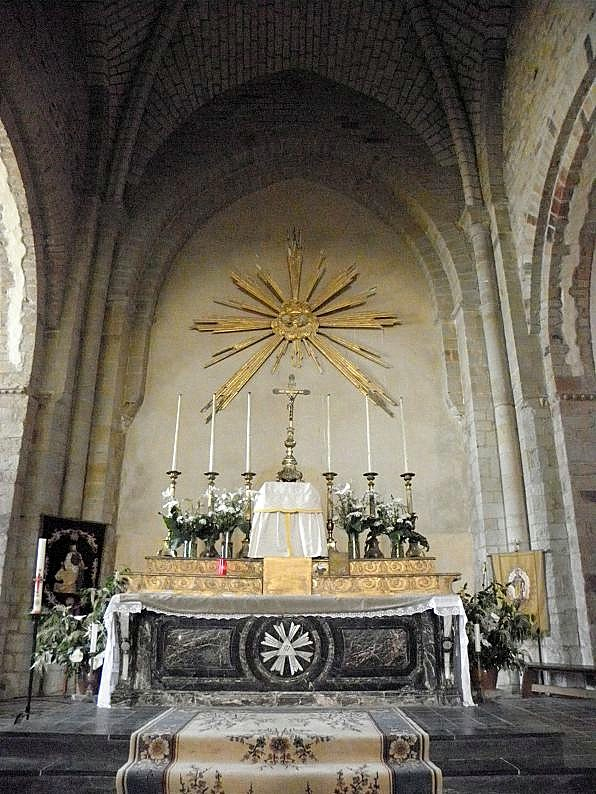
Le maître-autel.
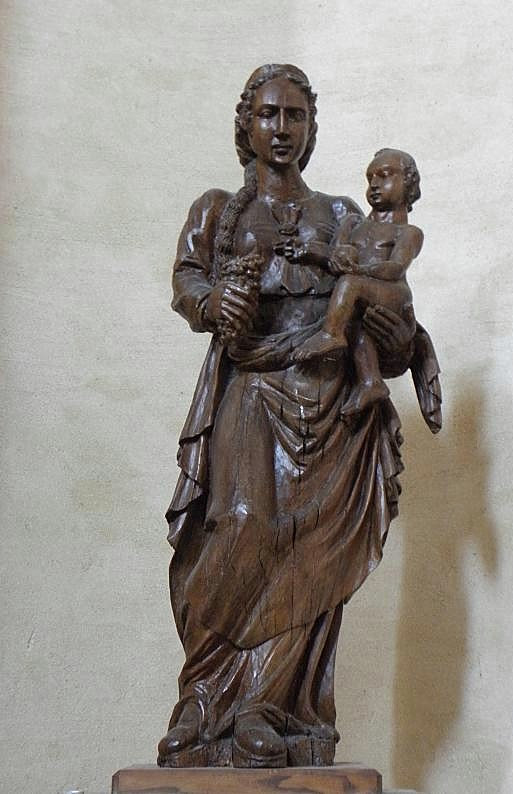
Vierge à l'Enfant du XVIIIe.
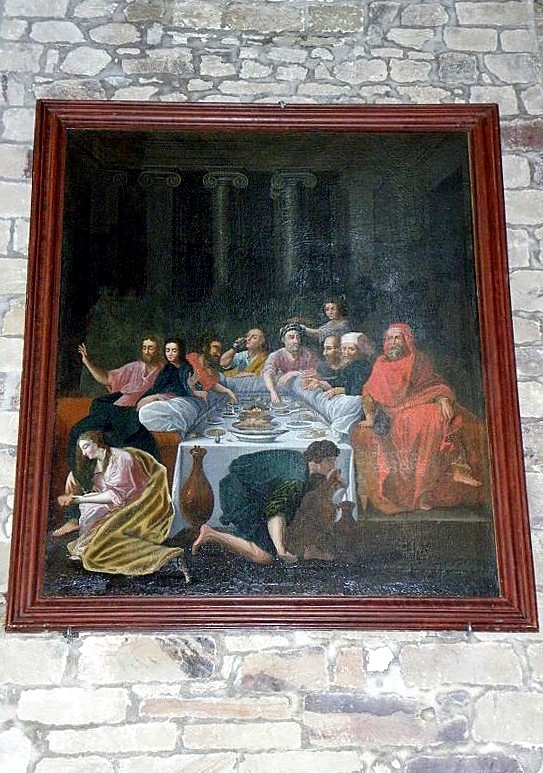
Le repas du Christ chez Simon le pharisien.

### Bénéfices
Beaucoup de bénéfices se desservaient dans l'église outre ceux déjà cités : le prieuré de Saint-Michel de Bois ; la chapelle fondée avant 1356 par Raoul des Illes et dont Jeanne de Baubigné et son mari devaient la rente en 1358 ; celle de la Grimaudière, dotée avant 1376 par Macé Valleaux ; celle de la Pinelière, de la Diaconie, de la Saoulière, etc. Thomas Loichon et Mélissende, sa femme avaient en outre fait bâtir dans l'enclos du monastère une chapelle dédiée à la Sainte-Trinité et au Saint-Sauveur, desservie par l'infirmier avant 1276. Reconstruite par l'abbé Guy de Scépeaux pour la sépulture de sa famille, et bénite par Jean  du diocèse de Diospolis, le 17 avril 1458, elle fut supprimée en 1681 par permission de l'évêque Henri Arnauld.

## Cartulaire de la Roë
Le cartulaire de la Roë du XIIe siècle est écrit en latin ; il n'existe pas de traduction en français. C'est un recueil des chartes (du latin carta), c'est-à-dire des actes les plus importants relatifs à la fondation, à la dotation et aux privilèges de l'abbaye ; il en comporte 244, allant de 1096 à 1190 environ
Marie Hamon-Jugnet en a fait l'édition dans les années 1970, pour sa thèse de l'École des chartes.L'édition du texte est accompagnée d'un index des noms de personnes et de lieux citées dans les chartes.
Quelques exemples de cet index (les numéros sont ceux des chartes) :
- Aufroi le Blond, Blundus, père d'Ermenfroi, 115.
- Erembourge, fille de Jean le Métayer, 102.
- Marmosa, femme d'Hubert de la Corbière, 195.
- Guillaume, fils de Geoffroy Pain-d’Œuf, 56.
- Guillaume, gendre d'Harpin Brimet, 162.
- Vivien de la Roë, fils d'Asceline de la Roë et de Geoffroy, mari d'Hersende, père d'Elier et Adnetis, 90, 173, 176, 249.
- Vivien Trenchenasche, serviteur de Jean Bobé, 192.
- Zacharie le Voyer, 13, 41, 64, 89, 117, 126, 139, 145, 149, 154, 161, 176, 183, 199, 276, 217, 292

M. Jean Bienvenu a effectué en 1989, dans le cadre de sa maîtrise d'Histoire, une édition et une analyse critique des 14 premiers actes correspondant aux années 1096-1102/1105 et concernant Robert d'Arbrissel : Genèse d'une abbaye canoniale, Notre-Dame de La Roë au tournant des années 1100, sous la direction d'Olivier Guillot, UCO, Angers ; mémoire publié dans La Mayenne, Archéologie, Histoire no 14, 1991, bulletin de la Société d'Histoire et d'Archéologie de la Mayenne ; mémoire également consultable sur le blog de l'auteur : 

## Sources
- Abbé Angot, « Ronsard et l'abbaye de la Roë », dans Les Annales fléchoises et la Vallée du Loir, t. VII (1906), p. 196.
- « Abbaye de la Roë », dans Alphonse-Victor Angot et Ferdinand Gaugain, Dictionnaire historique, topographique et biographique de la Mayenne, Laval, A. Goupil, 1900-1910 [détail des éditions] (BNF 34106789, présentation en ligne), t. III, p. 448-443 ; t. IV, p. 791-793.
- Jean Favier, Louis XI, Paris, Fayard, 2001 (ISBN 978-2-213-61003-0)

#### Abbayes de laMayenne
- Abbaye de Bellebranche
- Abbaye Notre-Dame d'Évron
- Abbaye de Clermont
- Abbaye du Port-du-Salut
- Abbaye de Fontaine-Daniel
- Famille de Craon ;
- Famille Le Poulchre ;
- Famille de Scépeaux.

#### Personnalités
- Louis-Pierre Anquetil ;
- Lancelot de Carle ;
- François Le Poulchre ;
- Georges-Olivier de Pannard ;
- Étienne Poncher ;
- Pierre de Ronsard ;
- Louis-Marie-Armand de Simiane de Gordes ;
- François de Sourdis ;
- Armand-Gaston Sublet d'Heudicourt.

#### Lieux
- Château de Saint-Ouen de Chemazé
- Liste d'abbayes augustiniennes de France